# イオンモール奈良登美ヶ丘
イオンモール奈良登美ヶ丘（イオンモールならとみがおか）は、奈良県生駒市にあるイオンモール株式会社が運営を行っているショッピングセンター。

## 概要

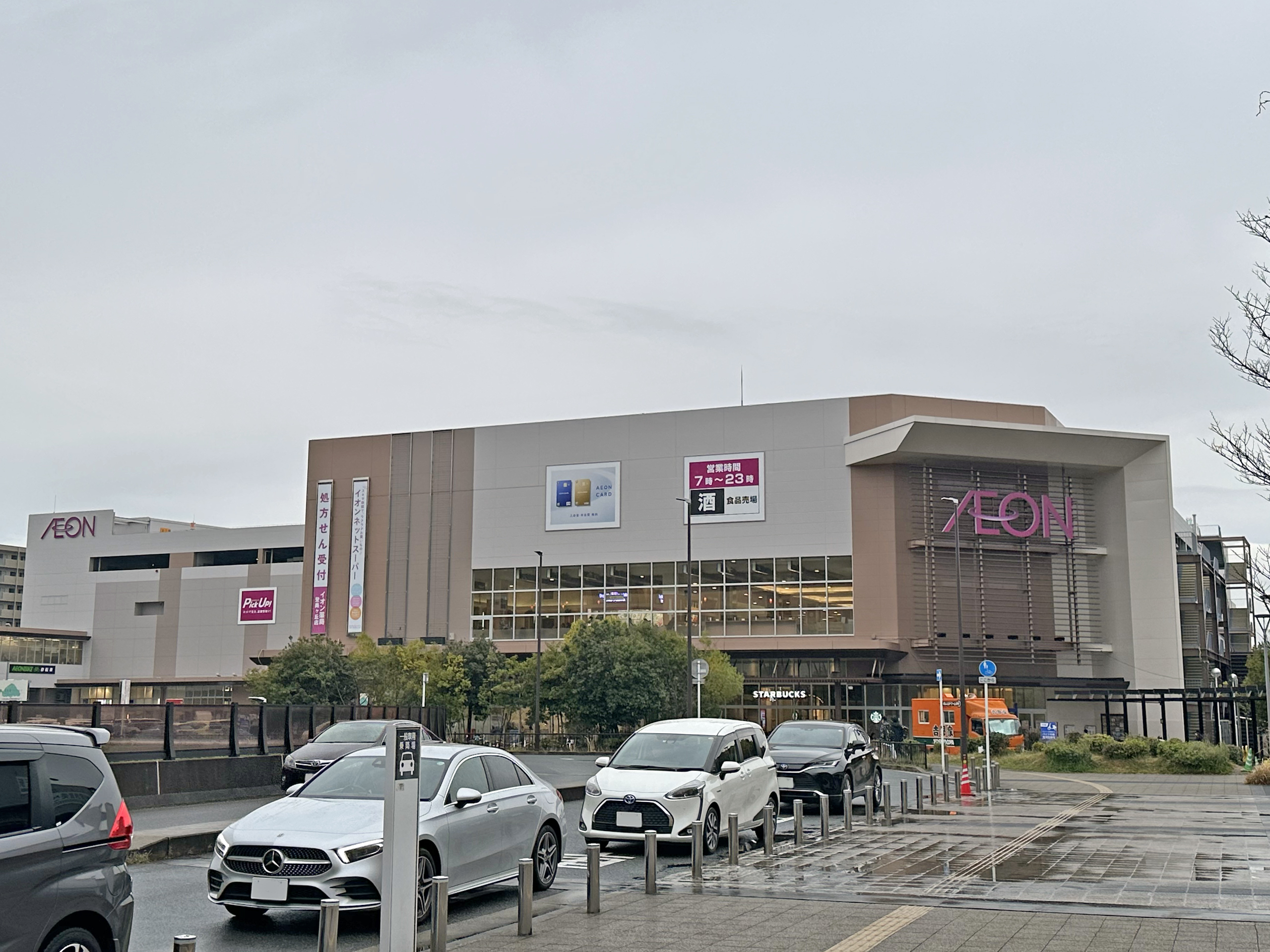
別角度から

学研奈良登美ヶ丘駅周辺の整備を行なった近畿日本鉄道が誘致。2006年（平成18年）7月26日にイオンが運営する「イオン奈良登美ヶ丘ショッピングセンター」として開業した。建物は生駒市と奈良市にまたがっており、固定資産税は店舗の面積に応じて生駒市と奈良市とで分け合っている。イオンが運営する店舗の中で市町村をまたぐのはこの店舗と近隣のイオンモール高の原（京都府木津川市及び奈良県奈良市、開業当時はイオン高の原ショッピングセンター）、イオンモール四條畷、イオンモール京都桂川の4つがある。
イオングループ再編により、2008年（平成20年）8月21日に運営業務をイオンリテールへ移行。核店舗のジャスコ登美ヶ丘店も2011年（平成23年）3月1日に「イオン登美ヶ丘店」へ店舗名を変更している。さらに、イオングループのディベロッパー事業の統合のため、2011年（平成23年）11月21日にショッピングセンター名を「イオンモール奈良登美ヶ丘」に改称し、2013年（平成25年）11月1日より運営・管理がイオンモールへ業務受託された。
また、2013年（平成25年）11月22日にリニューアルオープンしたほか、「近鉄学研奈良登美ヶ丘住宅地」に付帯施設用地が設けられている。
商圏は奈良県生駒市北部・奈良市北西部、京都府木津川市西部・相楽郡精華町、大阪府四條畷市の清滝峠以東を想定している。

## 主なテナント
- イオン （旧：ジャスコ） - 奈良県内では初めて、イオンスタイルストアを導入[1]。

その他テナントはフロアガイドを参照のこと。

## 備考
- 奈良県のショッピングセンターとしては初めて、県が推進するブルーライトを建物西側9ヶ所に設置した[11]。